# Henrietta (Carolina del Nord)
Henrietta è un census-designated place (CDP) degli Stati Uniti d'America, situato nello stato della Carolina del Nord, nella contea di Rutherford.